# Рудбекия волосистая
Рудбе́кия (рудбеккия) волоси́стая (лат. Rudbéckia hírta) — травянистое растение, вид рода Рудбекия семейства Сложноцветные (Compositae).
Популярное декоративное растение, покрытое жёстким опушением, с жёлто-коричневыми краевыми ложноязычковыми цветками и фиолетово-коричневыми срединными трубчатыми цветками, расположенными на выпуклом цветоложе.

## Ботаническое описание

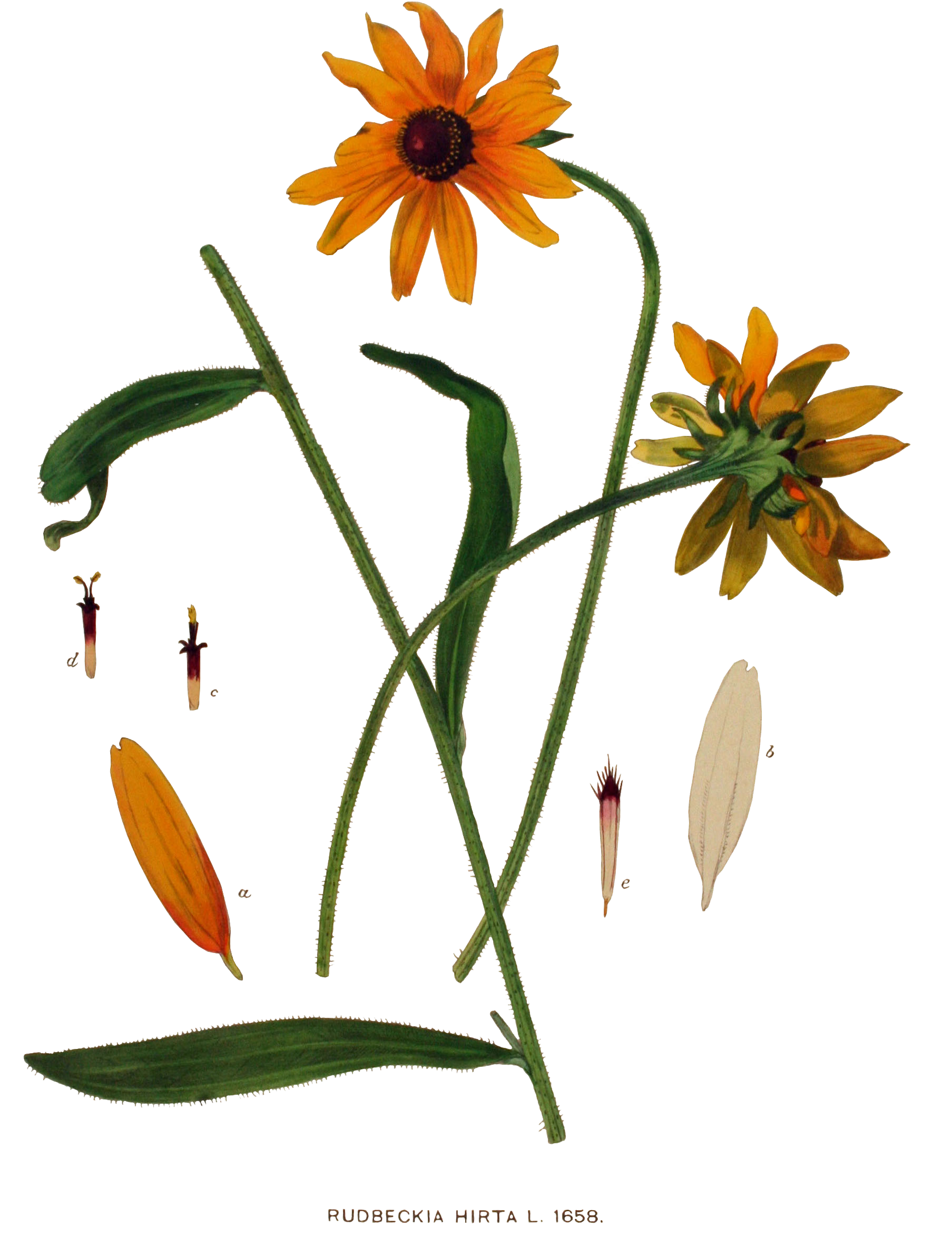

Однолетнее, двулетнее или многолетнее травянистое растение до 90—100 см высотой, стебли простые или ветвящиеся, покрыты жёстким оттопыренным опушением 1 мм и более длиной. Листья очерёдные, эллиптические, ланцетные или яйцевидные в очертании, в основании клиновидные, с цельным или городчато-зубчатым краем, на конце острые; прикорневые листья черешчатые, 8—30 см длиной и 0,5—7 см шириной, стеблевые — черешчатые или сидячие, 3—20×0,4—4 см.
Корзинки одиночные или по 2—5 в щитковидном общем соцветии, листочки обёртки травянистые, до 3 см длиной, с обеих сторон жёсткоопушённые. Цветоложе от полушаровидного до яйцевидного. Ложноязычковые цветки в числе 8—16, их язычок 1,5—4,5×0,5—1 см, эллиптический, продолговатый или обратноланцетный, целиком жёлтого или жёлто-оранжевого цвета либо большей частью жёлтый, а ближе к основанию каштаново-коричневый, у некоторых форм полностью каштаново-коричневый. Срединные трубчатые цветки в числе 250—500 и более, венчик 3—4 мм длиной, ближе к основанию жёлто-зелёный, основная часть фиолетово-коричневая.
Семянки 1,5—2,7 мм длиной, без хохолка.

## Распространение
Родина растения — Северная Америка (точный первоначальный ареал не установлен), в настоящее время широко распространено по всему континенту по лесам, лугам, обочинам дорог. В Евразии нередко встречается в качестве сорного.

## Значение
Декоративное растение, часто выращиваемое в садах по всему миру, введено в культуру в Англии в 1714 году. Сорта 'Toto' и 'Indian Summer' были удостоены премии Award of Garden Merit.
Ядовитое для свиней и скота растение. У людей с чувствительной кожей может вызывать раздражение.

## Таксономия

### Синонимы
- Centrocarpha hirta (L.) D.Don ex G.Don, 1839
- Coreopsis hirta (L.) Raf., 1820
- Helianthus hirtus (L.) E.H.L.Krause, 1905
- Rudbeckia amplectens T.V.Moore, 1900
- Rudbeckia bicolor Nutt., 1834
- Rudbeckia brittonii Small, 1894
- Rudbeckia divergens T.V.Moore, 1900
- Rudbeckia floridana T.V.Moore, 1900
- Rudbeckia hirta var. brittonii (Small) Fernald, 1937
- Rudbeckia hirta var. monticola (Small) Fernald, 1937
- Rudbeckia lanceolata Bisch., 1848
- Rudbeckia longipes T.V.Moore, 1900
- Rudbeckia monticola Small, 1901
- Rudbeckia sericea T.V.Moore, 1900
- Rudbeckia serotina Nutt., 1834